# El feixista, la pura i el merder de l'escultura
El feixista, la pura i el merder de l'escultura (títol original en castellà El fascista, doña Pura y el follón de la escultura) és una pel·lícula espanyola de comèdia eròtica del 1983 escrita i dirigida per Joaquim Coll Espona. Ha estat doblada al català.

## Sinopsi
En els darrers anys de la dictadura franquista, el ple del consistori municipal d'un petit poble, encapçalat per José Ribas decideix encarregar una estàtua eqüestre de Francisco Franco a Ramón, un escultor d'ideologia esquerrana que es troba en la ruïna. L'encarregat de donar-li la notícia és el regidor Luis, qui té una relació amb l'esposa de Ramón, Pura. Tot i que inicialment rebutja la proposta, Ramón acaba acceptant fer-la. Quan finalment Ramón ha acabat la seva obra, Franco acaba de morir. El nou consistori municipal pensa que ja no interessa inaugurar-la, però per tal de contentar Ramón decideixen encarregar-li una nova estàtua dedicada a la democràcia.

## Repartiment
- José Luis López Vázquez - José Ribas
- José Sazatornil - Pedro
- Ovidi Montllor - Ramón
- Nieves Navarro - Pura
- José María Cañete - Luis Vila
- Pep Corominas - Jorge